# Leichtathletik-Weltmeisterschaften 2015/Teilnehmer (Australien)
| Gelbes Symbol für Goldmedaillen mit stilisierten Olympischen Ringen | Graues Symbol für Silbermedaillen mit stilisierten Olympischen Ringen | Braundes Symbol für Bronzemedaillen mit stilisierten Olympischen Ringen |
| ------------------------------------------------------------------- | --------------------------------------------------------------------- | ----------------------------------------------------------------------- |
| —                                                                   | 2                                                                     | —                                                                       |

Der Leichtathletikverband Australiens nominierte 45 Athleten für die Leichtathletik-Weltmeisterschaften 2015 im chinesischen Peking.

## Medaillen
Mit zwei gewonnenen Silbermedaillen belegte das australische Team Rang 20 im Medaillenspiegel.

### Medaillengewinner

#### Silber
- Jared Tallent: 50 km Gehen
- Fabrice Lapierre: Weitsprung

## Ergebnisse

### Männer

#### Laufdisziplinen

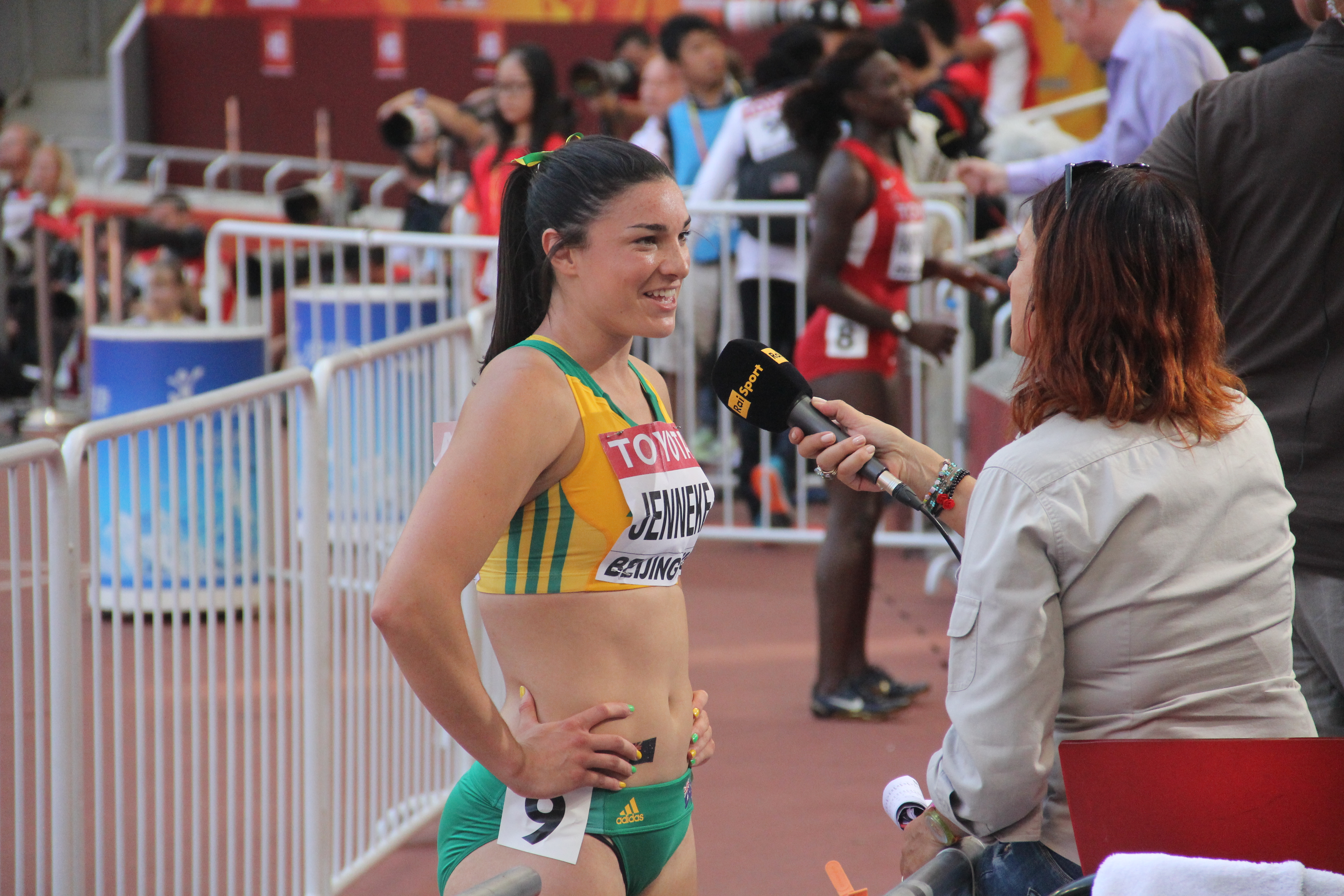
Michelle Jenneke
(100 m Hürden)

| Athlet            | Disziplin        | Vorlauf      | Vorlauf | Halbfinale         | Halbfinale         | Finale             | Finale             |
| Athlet            | Disziplin        | Zeit         | Platz   | Zeit               | Platz              | Zeit               | Platz              |
| ----------------- | ---------------- | ------------ | ------- | ------------------ | ------------------ | ------------------ | ------------------ |
| Joshua Ralph      | 800 m            | 1:48,90 min  | 35      | nicht qualifiziert | nicht qualifiziert | nicht qualifiziert | nicht qualifiziert |
| Jeffrey Riseley   | 800 m            | 1:46,79 min  | 14      | nicht angetreten   | nicht angetreten   | nicht qualifiziert | nicht qualifiziert |
| Jeffrey Riseley   | 1500 m           | Reserve      | Reserve | Reserve            | Reserve            | Reserve            | Reserve            |
| Ryan Gregson      | 1500 m           | 3:43,54 min  | 29      | nicht qualifiziert | nicht qualifiziert | nicht qualifiziert | nicht qualifiziert |
| Collis Birmingham | 5000 m           | 13:34,58 min | 15      | nicht qualifiziert | nicht qualifiziert | nicht qualifiziert | nicht qualifiziert |
| Brett Robinson    | 5000 m           | 13:49,63 min | 25      | nicht qualifiziert | nicht qualifiziert | nicht qualifiziert | nicht qualifiziert |
| James Nipperess   | 3000 m Hindernis | 8:56,01 min  | 33      |                    |                    | nicht qualifiziert | nicht qualifiziert |
| Nicholas Hough    | 110 m Hürden     | 13,69 s      | 28      | nicht qualifiziert | nicht qualifiziert | nicht qualifiziert | nicht qualifiziert |
| Dane Bird-Smith   | 20 km Gehen      |              |         |                    |                    | 1:21:37 h          | 8                  |
| Chris Erickson    | 20 km Gehen      |              |         |                    |                    | 1:25:15 h          | 32                 |
| Chris Erickson    | 50 km Gehen      |              |         |                    |                    | 3:51:26 h          | 13                 |
| Jared Tallent     | 20 km Gehen      |              |         |                    |                    | 1:24:19 h          | 26                 |
| Jared Tallent     | 50 km Gehen      |              |         |                    |                    | 3:42:17 h          | Silber             |

#### Sprung/Wurf
| Athlet           | Disziplin  | Qualifikation | Qualifikation | Finale             | Finale             |
| Athlet           | Disziplin  | Weite/Höhe    | Platz         | Weite/Höhe         | Platz              |
| ---------------- | ---------- | ------------- | ------------- | ------------------ | ------------------ |
| Fabrice Lapierre | Weitsprung | 8,03 m        | 11            | 8,24 m             | Silber             |
| Joel Baden       | Hochsprung | 2,26 m        | 21            | nicht qualifiziert | nicht qualifiziert |
| Brandon Starc    | Hochsprung | 2,31 m        | 5             | 2,25 m             | 12                 |
| Benn Harradine   | Diskuswurf | 62,48 m       | 12            | 62,05 m            | 10                 |
| Julian Wruck     | Diskuswurf | 62,63 m       | 10            | 60,01 m            | 12                 |
| Hamish Peacock   | Speerwurf  | 79,37 m       | 18            | nicht qualifiziert | nicht qualifiziert |

### Frauen

#### Laufdisziplinen
| Athletin                                                                 | Disziplin        | Vorlauf      | Vorlauf | Halbfinale         | Halbfinale         | Finale             | Finale             |
| Athletin                                                                 | Disziplin        | Zeit         | Platz   | Zeit               | Platz              | Zeit               | Platz              |
| ------------------------------------------------------------------------ | ---------------- | ------------ | ------- | ------------------ | ------------------ | ------------------ | ------------------ |
| Melissa Breen                                                            | 100 m            | 11,61 s      | 41      | nicht qualifiziert | nicht qualifiziert | nicht qualifiziert | nicht qualifiziert |
| Ella Nelson                                                              | 200 m            | 23,33 s      | 38      | nicht qualifiziert | nicht qualifiziert | nicht qualifiziert | nicht qualifiziert |
| Anneliese Rubie                                                          | 400 m            | 51,69 s      | 23      | 52,04 s            | 22                 | nicht qualifiziert | nicht qualifiziert |
| Melissa Duncan                                                           | 1500 m           | 4:09,29 min  | 20      | nicht qualifiziert | nicht qualifiziert | nicht qualifiziert | nicht qualifiziert |
| Heidi See                                                                | 1500 m           | 4:20,65 min  | 33      | nicht qualifiziert | nicht qualifiziert | nicht qualifiziert | nicht qualifiziert |
| Emily Brichacek                                                          | 5000 m           | Reserve      | Reserve | Reserve            | Reserve            | Reserve            | Reserve            |
| Madeline Heiner                                                          | 5000 m           | 15:47,97 min | 16      |                    |                    | nicht qualifiziert | nicht qualifiziert |
| Madeline Heiner                                                          | 3000 m Hindernis | 9:30,79 min  | 16      |                    |                    | nicht qualifiziert | nicht qualifiziert |
| Eloise Wellings                                                          | 5000 m           | 15:26,67 min | 10      |                    |                    | 15:09,62 min       | 10                 |
| Julia Degan                                                              | Marathon         |              |         |                    |                    | 2:49:26 h          | 46                 |
| Sinead Diver                                                             | Marathon         |              |         |                    |                    | 2:36:28 h          | 21                 |
| Sarah Klein                                                              | Marathon         |              |         |                    |                    | 2:37:58 h          | 23                 |
| Genevieve LaCaze                                                         | 3000 m Hindernis | 9:39,35 min  | 22      |                    |                    | nicht qualifiziert | nicht qualifiziert |
| Victoria Mitchell                                                        | 3000 m Hindernis | 9:43,73 min  | 26      |                    |                    | nicht qualifiziert | nicht qualifiziert |
| Michelle Jenneke                                                         | 100 m Hürden     | 13,02 s      | 17      | 13,01 s            | 18                 | nicht qualifiziert | nicht qualifiziert |
| Lauren Wells                                                             | 400 m Hürden     | 55,65 s      | 12      | 56,04 s            | 14                 | nicht qualifiziert | nicht qualifiziert |
| Jessica Gulli Morgan Mitchell Lyndsay Pekin Anneliese Rubie Lauren Wells | 4 × 400 m        | 3:28,61 min  | 12      |                    |                    | nicht qualifiziert | nicht qualifiziert |
| Kelly Ruddick                                                            | 20 km Gehen      |              |         |                    |                    | nicht angetreten   | nicht angetreten   |
| Beki Smith                                                               | 20 km Gehen      |              |         |                    |                    | disqualifiziert    | disqualifiziert    |
| Rachel Tallent                                                           | 20 km Gehen      |              |         |                    |                    | 1:36:27 h          | 34                 |

#### Sprung/Wurf
| Athletin           | Disziplin      | Qualifikation         | Qualifikation | Finale             | Finale             |
| Athletin           | Disziplin      | Weite/Höhe            | Platz         | Weite/Höhe         | Platz              |
| ------------------ | -------------- | --------------------- | ------------- | ------------------ | ------------------ |
| Brooke Stratton    | Weitsprung     | 6,64 m                | 14            | nicht qualifiziert | nicht qualifiziert |
| Eleanor Patterson  | Hochsprung     | 1,92 m                | 9             | 1,92 m             | 8                  |
| Alana Boyd         | Stabhochsprung | 4,55 m                | 11            | 4,60 m             | 11                 |
| Nina Kennedy       | Stabhochsprung | kein gültiger Versuch | -             | nicht qualifiziert | nicht qualifiziert |
| Dani Samuels       | Diskuswurf     | 62,01 m               | 8             | 63,14 m            | 6                  |
| Kimberley Mickle   | Speerwurf      | 59,83 m               | 22            | nicht qualifiziert | nicht qualifiziert |
| Kathryn Mitchell   | Speerwurf      | 61,04 m               | 17            | nicht qualifiziert | nicht qualifiziert |
| Kelsey-Lee Roberts | Speerwurf      | 60,18 m               | 20            | nicht qualifiziert | nicht qualifiziert |